# سارا كوبيرن
سارا كوبيرن (بالإنجليزية: Sara Coburn)‏ هي صحفية بريطانية، ولدت في 25 ديسمبر 1963.

## وصلات خارجية
- سارا كوبيرن على موقع IMDb (الإنجليزية)